# باشگاه فوتبال لوادیاکوس
باشگاه فوتبال لوادیاکوس (یونانی: ΠΑΕ Λεβαδειακός) یک باشگاه فوتبال یونانی مستقر در لیوادیا است.

## تاریخچه
این باشگاه پس از ده فصل حضور در بخش‌های کوچک در فصل ۲۰۰۵–۲۰۰۶، به عنوان نایب قهرمان لیگ فوتبال در ۲۰۰۴–۲۰۰۵ به آلفا اتنیکی ارتقا یافت. سپس در فصل ۲۰۰۷-۲۰۰۶ مجدداً به بتای اتنیکی سقوط کرد و در فصل ۲۰۰۸-۲۰۰۷ به سطح برتر بازگشت. باشگاه در آن سال یک رده بالاتر از سقوط به پایان رسید، اما با کسب رتبه چهاردهم در فصل ۲۰۱۰–۲۰۰۹ به دسته دوم سقوط کرد. این باشگاه اخیراً پس از قهرمانی در سوپر لیگ ۲ فوتبال یونان در فصل ۲۰۲۱–۲۰۲۲، دوباره به سوپر لیگ فوتبال یونان صعود کرد.